# Antes y después (película)
Antes y después (título original: Before and After) es un telefilme estadounidense del género drama de 1979, dirigido por Kim Friedman, escrito por Hindi Brooks, musicalizado por Jimmie Haskell, en la fotografía estuvo Brianne Murphy y los protagonistas son Patty Duke, Bradford Dillman y Barbara Feldon, entre otros. Este largometraje fue producido por The Königsberg Company y se estrenó el 5 de octubre de 1979.

## Sinopsis
Trata acerca de una ama de casa con problemas de peso que tiene que afrontar su situación, ya que su esposo se separó por ese motivo.